# Cinnamomum culitlawan
Cinnamomum culitlawan  — вид вічнозелених рослин з роду коричник родини лаврові (Lauraceae). Інші назви циннамон і пряна кориця.

## Опис
Зовнішністю ця рослина схожа на інших представників свого роду. Особливістю є вид кори, вона доволі тонка — завдовжки 1-2 см, завширшки 2-3 см. Кора має зовні білувато-бежевий колір, всередині — жовто-червоний. Наділена вираженим гостро-пряним ароматом і пряно-пекучий смаком. Кору збирають з однорічних пагонів.

## Розповсюдження
Поширена на Молуккських островах. Культивується також на інших островах Індонезії.

## Застосування
Застосовується в індонезійській, насамперед молуккській кухні. Додається до супів, м'ясних та овочевих страв, десертів, смаколиків, напоїв.